# Conferencia Nacional Soberana
La Conferencia Nacional Soberana es un conjunto de encuentros que tuvieron lugar entre 1990 y 1992 y en los que participaron los diferentes partidos políticos de la República Democrática del Congo. Su misión era contribuir a la democratización y mejora de las instituciones nacionales.
Tras las grandes transformaciones que experimenta la política internacional a finales de los años 80 con el derrumbe del bloque del este, el papel de Mobutu como baluarte de las potencias occidentales contra el comunismo deja de tener sentido y sus abusos hacen de él un alíado incómodo debido a la presión de la opinión pública. Consciente de ello, Mobutu lanza el 14 de enero de 1990 el proyecto de abrir un gran debate nacional en el que el pueblo pueda exponer opiniones que sirvan para mejorar el desarrollo del país. El proyecto va fraguando en lo que se llamará la Conferencia Nacional Soberana, que iniciará sus trabajos el 7 de agosto de 1991 en el Palacio del Pueblo de Kinshasa, presidiendo su inauguración el primer ministro Mulumba Lukoji. Este hecho ya fue interpretado como un desmarque del propio Mobutu. La presencia generalizada de partidarios del gubernamental Movimiento Popular de la Revolución, el partido único de Mobutu, como invitados del gobierno también hacía presagiar una operación de maquillaje más que un deseo de cambio. 

## Escuadrones de la muerte y saqueos del ejército
Esta conferencia, además, se desarrollaba en un clima complicado, ya que los incontrolados (en realidad soldados formados por instructores sudafricanos según demostró un informe de la Liga de Derechos HUmanos de Kinshasa) del régimen, prácticamente todos de la etnia Ngabandi, se dedicaban a realizar razzias, secuestros, ataques e intimidaciones a cualquier sospechoso de hostilidad al régimen de Mobutu. 
También se produjeron varios asaltos y saqueos en Kinshasa por parte de los soldados del ejército regular, que no habían sido pagados. Los incidentes se saldaron con un centenar de muertos y un número indeterminado de robos y violaciones. Tras estos disturbios, Mobutu lanza un mensaje en el que solicita a los militares revoltosos que regresen a los cuarteles, asegurando su impunidad y les informa también de la llegada de militares franceses y belgas para defender a sus ciudadanos. Sin embargo, el toque de queda impuesto solo servirá para facilitar los saqueos de grupos de soldados no controlados.

## Cambios en el gobierno
En este difícil escenario, el presidente Mobutu nombra el 30 de septiembre primer ministro a Étienne Tshisekedi, lo que parece una buena medida a la oposición y da esperanzas de cara a un proceso de transición hacia la democracia. Sin embargo sigue habiendo un clima de desórdenes y algunos medios opositores son víctimas de ataques terroristas por parte de grupos mobutistas. Pero el gobierno de Tshisekedi, que toma posesión el 16 de octubre es cesado por Mobutu el 21, basándose en triquiñuelas legales sin credibilidad. A pesar de la protesta popular, el dictador nombra primer ministro a Bernardin Mungul Diaka. Este convocará dos plenarios de la Conferencia los días 15 y 20 de noviembre. Pero el 25 Mobutu se dirige a la nación, anuncia la sustitución de Mungul Diaka por Nguz-a-Karl-Ibond y solicita a la Conferencia que marque un calendario para dotar al país de una Constitución y de una ley electoral que permita en breve plazo una elecciones libre.
Los siete años de mandato de Mobutu, en su apariencia democrática, terminaban el 4 de diciembre. Hasta la proclamación de un nuevo gobierno, debía haber sido sustituido por el presidente de la Asamblea Nacional, pero Mobutu anuncia que prorrogará su mandato hasta las elecciones. La oposición lanza un "día de ciudad muerta" que la población de Kinshasa sigue mayoritariamente.

## Final de la Conferencia
El 11 de diciembre, el ministro del Interior, Mandungu Bula Nyati vuelve a presidir la Conferencia, que nombrará Presidedente de la Oficina provisional al arzobispo de Kisangani y presidente de la Conferencia Episcopal del Zaire. Joseph Iléo, presidente del Partido Demócrata y Social Cristiano (PDSC), es elegido vicepresidente de la oficina provisional.
Las sesiones de la Conferencia se van desarrollando entre el 24 de diciembre de 1991 y el 19 de enero de 1992, fecha en la que el primer ministro Nguz suspende sus actividades alegando que resultaba muy onerosa, que la provincia de Kasai estaba sobrerrepresentada y que se estaba inmiscuyendo en las labores del gobierno. Los participanetes en la conferencia se trasladan a N'sele. Por otra parte, Lusambo Mpanda, magistrado de Kinshasa y presidente de la comisión de conflictos de la CNS es cesado por el gobierno.
Las protestas se suceden, y el 16 de febrero de 1992 los cristianos de Kinshasa organizan una marcha pacífica solicitando la reanudación de los trabajos, pero la represión del ejército es desproporcionada, muriendo varios manifestantes. Sin embargo, esta presión popular, así como las protestas internacionales obliga al gobierno a reabrir las sesiones el 6 de abril de 1992. Estas sesiones proseguirán hasta el 14 de agosto, cuando Tshisekedi es elegido Primer ministro de un gobierno cuyo objetivo es preparar la transición hacia la democracia. El 6 de diciembre de 1992 se clausura la CNS, y el resultado final fue un proyecto de constitución y un calendario electoral.